# Nugent Slaughter
Nugent Slaughter (Virgínia, 17 de março de 1888 — Oroville, 27 de dezembro de 1968) foi um designer de efeitos especiais e de mixagem de áudio americano. Seu trabalho mais notório foi no filme The Jazz Singer de 1927, que lhe rendeu uma nomeação ao Oscar de Melhor Engenharia de Efeitos em 1929.